# تتر بنت العز التنوخية
تتر بنت العز بن منجى التنوخية قال ابن ناصر الدين الدمشقي: حضرت على أحمد بن علي.